# Christian Schneeweiß
Christian Schneeweiß (* 1980 in Berlin) ist ein deutscher Schauspieler.

## Leben
Christian Schneeweiß absolvierte sein Schauspielstudium von 2009 bis 2013 an der Hochschule für Schauspielkunst „Ernst Busch“ in Berlin. Während seiner Ausbildung hatte er bereits Theaterengagements an der Schaubühne am Lehniner Platz, am Maxim Gorki Theater und am Deutschen Theater, wo er in Inszenierungen von Ivan Panteleev, Robert Borgmann und Daniela Löffler auftrat.
Ab der Spielzeit 2013/14 war Schneeweiß bis zum Ende der Spielzeit 2018/19 festes Ensemblemitglied am Schauspiel Stuttgart. Er wirkte dort u. a. in Inszenierungen von Martin Laberenz, Armin Petras, Mareike Mikat, René Pollesch und Christiane Pohle mit. In der Spielzeit 2013/14 spielte er, an der Seite von Caroline Junghanns und Johann Jürgens, den Tanzbodenkönig in Armin Petras’ Inszenierung von Wilhelm Hauffs Das kalte Herz. In derselben Spielzeit gehörte er zur Besetzung von Christopher Rüpings Adaption des Dogma-Films Das Fest, die 2015 auch zum Berliner Theatertreffen eingeladen wurde.
Weitere Rollen Schneeweiß’ am Schauspiel Stuttgart waren Ganja in Der Idiot (Spielzeit 2014/15, Regie: Martin Laberenz), der unglückliche Lehrer Semjon Semjonowitsch in Die Möwe (Spielzeit 2015/16, Regie: Martin Laberenz), der Tempelherr in Nathan der Weise (Spielzeit 2015/16, Regie: Armin Petras) und Ferdinand in Kabale und Liebe (Spielzeit 2016/17, Regie: Wolfgang Michalek).
In der Spielzeit 2015/16 trat er am Schauspiel Stuttgart in einer Co-Produktion mit der Staatsoper Stuttgart als Lysander in Henry Purcells Semi-Oper The Fairy Queen in der „surreal-poetischen“ Inszenierung von Calixto Bieito auf und spielte diese Rolle auch in der Wiederaufnahme der Produktion in der Spielzeit 2016/17. In der Spielzeit 2016/17 übernahm er am Schauspiel Stuttgart die Rolle des „begriffsstutzigen Serienkillers“ Jonathan Brewster in Jan Bosses Neuinszenierung des Komödienklassikers Arsen und Spitzenhäubchen, in der er sein „ausgesprochenes komödiantisches Talent“ zeigte.
2017 gastierte er neben Daniel Zillmann in der Produktion Reise nach Petuschki an der Volksbühne am Rosa-Luxemburg-Platz in Berlin.
In der 17. Staffel der ZDF-Serie SOKO Wismar (2020) übernahm er eine der Episodenrollen als tatverdächtiger Sohn einer ermordeten Rentnerin. In der ZDF-Krimiserie Mordsschwestern – Verbrechen ist Familiensache (2023) war er in einer weiteren Episodenhauptrolle als querschnittsgelähmter Marineoffizier Sven Janssen zu sehen.
Schneeweiß lebt in Berlin.

## Filmografie (Auswahl)
- 2019: Zurück in den Westen (Kurzfilm)
- 2020: SOKO Wismar: Kunst und Krempel (Fernsehserie, eine Folge)
- 2021: Mein Freund, das Ekel (TV-Serie, 6 Folgen)
- 2022: Gewalten
- 2022: Einsatz in den Alpen - Der Armbrustkiller (Fernsehfilm)
- 2022: Polizeiruf 110: Seine Familie kann man sich nicht aussuchen (Fernsehreihe)
- 2023: SOKO Hamburg: Eine Schanze fürs Leben (Fernsehserie, eine Folge)
- 2023: Mordsschwestern – Verbrechen ist Familiensache: Die Made (Fernsehserie, eine Folge)
- 2024: SOKO Wismar: Doppeltes Seebegräbnis (Fernsehserie, eine Folge)
- 2024: Friesland (Fernsehreihe, Folge Sturmmöwen)